# Słudwia
Pour l’article homonyme, voir Słudwia (Poméranie-Occidentale).
La Słudwia est une rivière du centre de la Pologne qui s'écoule à travers la plaine de Kutno (pl), dans les voïvodies de Łódź et de Mazovie.

## Géographie
La source du cours d'eau est située près du village de Długołęka et sa longueur de 46,1 kilomètres[réf. nécessaire]. La Słudwia rejoint la Bzoura près de la ville de Łowicz.

### Bassin versant
Son bassin versant est de 649 km2[réf. nécessaire].

## Ouvrages d'art
Le pont de Maurzyce, premier pont routier entièrement soudé au monde, conçu et réalisé par Stefan Bryła et inauguré en 1928.